# Бланкорнелас, Хесус
Хесу́с Бланкорнелас (исп. Jesús Blancornelas; 14 ноября 1936, Сан-Луис-Потоси — 23 ноября 2006, Тихуана, Нижняя Калифорния) — мексиканский журналист, сооснователь газеты «Zeta», известной по материалам о коррупции и обороте наркотиков. Занимался расследованиями о покупке и сбыте наркотиков в штате Нижняя Калифорния.
Как автор шести книг, Бланкорнелас считался экспертом в организованной преступности и наркоторговле. Первым опубликовал фотографию наркобарона Рамона Арельяно Феликса, лидера Тихуанского картеля. Ответной реакцией на фотографию стала попытка покушения на него в 1997 году: в перестрелке погиб лишь один из его телохранителей.
Получил несколько международных наград в области прессы за ценные исследования, несмотря на цензуру и взятки в мексиканских СМИ. После его смерти газеты Los Angeles Times и организация Комитет защиты журналистов описали его как «крёстного отца мексиканской журналистики». Бланкорнелас, также считается одним из первых выступавших за свободу слова в Мексике.

## Ранние годы
Родился в штате городе Сан-Луис-Потоси, центре одноимённого штата. Начинал карьеру журналиста и писал спортивные колонки в «El Sol de San Luis». В 1960 году переехал в Тихуану и начал заниматься активным освещением коррупции и наркоторговли в штате. Он получил повышение как редактор в газете «El Mexicano», затем стал главным редактором в еженедельнике «La Voz de la Frontera». Освещение проблем коррупции и сбыта наркотиков привели его к увольнению из трёх газет, прежде чем он принял решение основать собственную.
В 1977 году он основал газету «ABC», в которой начал работать колумнист и будущий сооснователь издания «Zeta» Эктор Феликс Миранда. Колонки в газете подверглись критике администрацией штата и президентом Хосе Портильо, которые настояли на увольнении Миранды из издания. После отказа Бланкорнеласа подразделение SWAT было направлено на захват здания газеты. Ему удалось сбежать в США, где он жил в Сан-Диего, штат Калифорния.

## Zeta
В 1980 году, Бланкорнелас вместе с Феликсом Мирандой создал новое еженедельное издание «Zeta». Журнал печатался в США и затем контрабандой перевозился через границу с Мексикой. Спустя несколько лет они оба вернулись в Тихуанy. В журнале продолжали публиковаться антикоррупционные расследования. В 1995 году на обложке была опубликована информация о полиции, охраняющей склад марихуаны; статья стала первым сообщением о будущих лидерах Тихуанского картеля братьях Феликсах. Весь номер журнала был выкуплен штатскими сотрудниками полиции.
В 1988 году Эктор Феликс Миранда был убит выстрелами из дробовика; за убийство были осуждены охранники казино Caliente Hipodromo. После этого, на протяжении 18 лет номера выходили с памятью о Миранде. В 1994 году «Zeta» опубликовала расследования об убийстве Луиса Дональдо Колосио; журнал пришёл к выводу что политика убил один человек.
В 2000-х годах Бланкорнелас предлагал не печатать авторские колонки, однако репортер Франциско Ортис Франко переубедил его. В 2005 году, Ортис был застрелен на глазах своих детей и Бланкорнелас принял решение делать полностью анонимные колонки. Через несколько дней после убийства от сказал «Я чувствую вину, что создал Zeta. После потери трёх коллег я считаю, что цена была слишком высока. Я давно хотел уйти на пенсию ... [но] не мог допустить, чтобы наркодилеры думали, что им удалось сломить дух журнала, а наши читатели — поверить, что мы боимся». Расследования периода 1990-х годов считаются самыми важными в его журналистской карьере, тогда были созданы три крупных наркокартеля: Тихуанский картель; Картель Хуареса в Сьюдад-Хуаресе и Картель Гольфо на востоке Мексики.

## Покушение
В ноябре 1996 года Бланкорнелас собирался приехать Нью-Йорк для получения награды за журналистскую работу по торговле наркотиками и политической коррупции. За несколько дней до отъезда тихуанский полицейский предупредил его о возможном покушении. В 1997 году Бланкорнелас был ранен смертником Тихуанского картеля по пути в аэропорт: он собирался опубликовать фотографии наркобарона Рамона Арельяно Феликса. Члены картеля открыли стрельбу по его машине; в ходе перестрелки погиб телохранитель Луис Валеро Элисальде и один нападавший член картеля. Бланкорнелас до конца жизни страдал от травм, которые получил в перестрелке. В том же году в Мексике было убито ещё три журналиста.
Журналист был вынужден ходить в окружении телохранителей спецназа из Сухопутных войск Мексики. Покушение на Бланкорнеласа широко освещалось в СМИ и на радиостанциях: об инциденте написали The New York Times, Los Angeles Times, San Diego Union Tribune. Из-за общественного резонанса дело было передано в Генеральную прокуратору Мексики.
После пребывания в больнице Бланкорнелас продолжил печатать «Zeta», он был доставлен домой в Ла-Меса в сопровождении полицейских и отказался отвечать на вопросы репортёров. В целях безопасности, родственники Бланкорнеласа построили кирпичную стену; с 1998 года редакторы журнала и дети находились под охраной мексиканской полиции.

## Награды и премии
В 1996 году Бланкорнелас стал одним из четырёх победителей Международной премии за свободу прессы, которая вручается журналистам за отстаивание свободы прессы несмотря на покушения на убийства и угрозы. Он также стал лауреатом Международная премия Maria Moors Cabot и назван «Редактором года» по версии World Press Review. В 1999 году был удостоен Всемирной премии ЮНЕСКО за вклад в дело свободы печати имени Гильермо Кано. В 2000 году Международный институт прессы включил его в список 50 героев свободной прессы за последние 5 лет. 